# 熊本市交通局9700形電車
熊本市交通局9700形電車（くまもとしこうつうきょく9700がたでんしゃ）は、熊本市交通局が市電（熊本市電）用に導入した路面電車車両である。2車体2台車方式・100%低床構造の超低床電車で、日本で初めての超低床電車として1997年（平成9年）8月に営業運転を開始した。
ドイツの車両メーカーが開発した超低床電車が元になっており、日本のメーカーが国内向けに設計・製作した車体と輸入部品を組み合わせて製造されている。2001年（平成13年）にかけて3次にわたり計5編成10両が導入された。

## 導入までの経緯
9700形が導入された熊本市交通局の路面電車線（熊本市電）は、熊本市内を走る2つの路線からなる、約12キロメートルの路線網を持つ。
最盛期の熊本市電はこの2倍の路線網を有していたが、乗客減少に伴って1960年代より廃止が相次ぎ、現存する2路線も1979年（昭和54年）までに廃止される予定であった。しかしオイルショックの影響と代替交通機関建設の資金調達難から交通局は市電全廃計画を撤回。以後は一転して市電への積極投資が続けられ、日本初となる冷房搭載路面電車やVVVFインバータ制御車の導入、停留場の改良などが行われた。1990年代に入っても投資は続いており、乗客の減少防止を狙って新型車両の増備、運行本数の増加、軌道改良などが実施されていた。
こうした中の1990年（平成2年）、交通局は将来的にも市電を基幹交通として活用するための調査に着手する。調査の中で車両については、旅客の乗り降りを容易にすべく床面高さをホーム並みの高さにまで下げた超低床電車の導入に関して研究がなされた。この種の超低床電車は1984年にスイスにて初めて導入され、1990年前後には低床化率をより高めた100%低床構造の車両がドイツなどヨーロッパ諸国で開発されつつあった。この流れを受けて交通局では超低床電車導入の可能性を探るが、研究の結果、当時国内メーカーには製造実績がなく、開発期間と開発費がかかることから、他の路面電車事業者との開発協力やヨーロッパのメーカーからの技術導入がコスト削減のために必要とみられた。
1994年（平成6年）になって、交通局では超低床電車導入に向けて国内各メーカーと協議を行った。その結果新潟鐵工所がドイツのメーカーとの技術提携を前提とした具体的な開発案を提示する。翌1995年（平成7年）、同社がドイツのAEG（翌年アドトランツとなる）と設計・製造・販売に関する業務提携を締結したことで、ドイツ国内で実績のあるアドトランツ製超低床電車を基礎として熊本市電の仕様に合致するよう改良を加えた車両を導入できる目処がついた。そして1996年（平成8年）6月27日、熊本市交通局と新潟鐵工所の間で車両製造に関する契約が交わされた。こうした過程を経て交通局に導入された車両が9700形である。

## 車種について

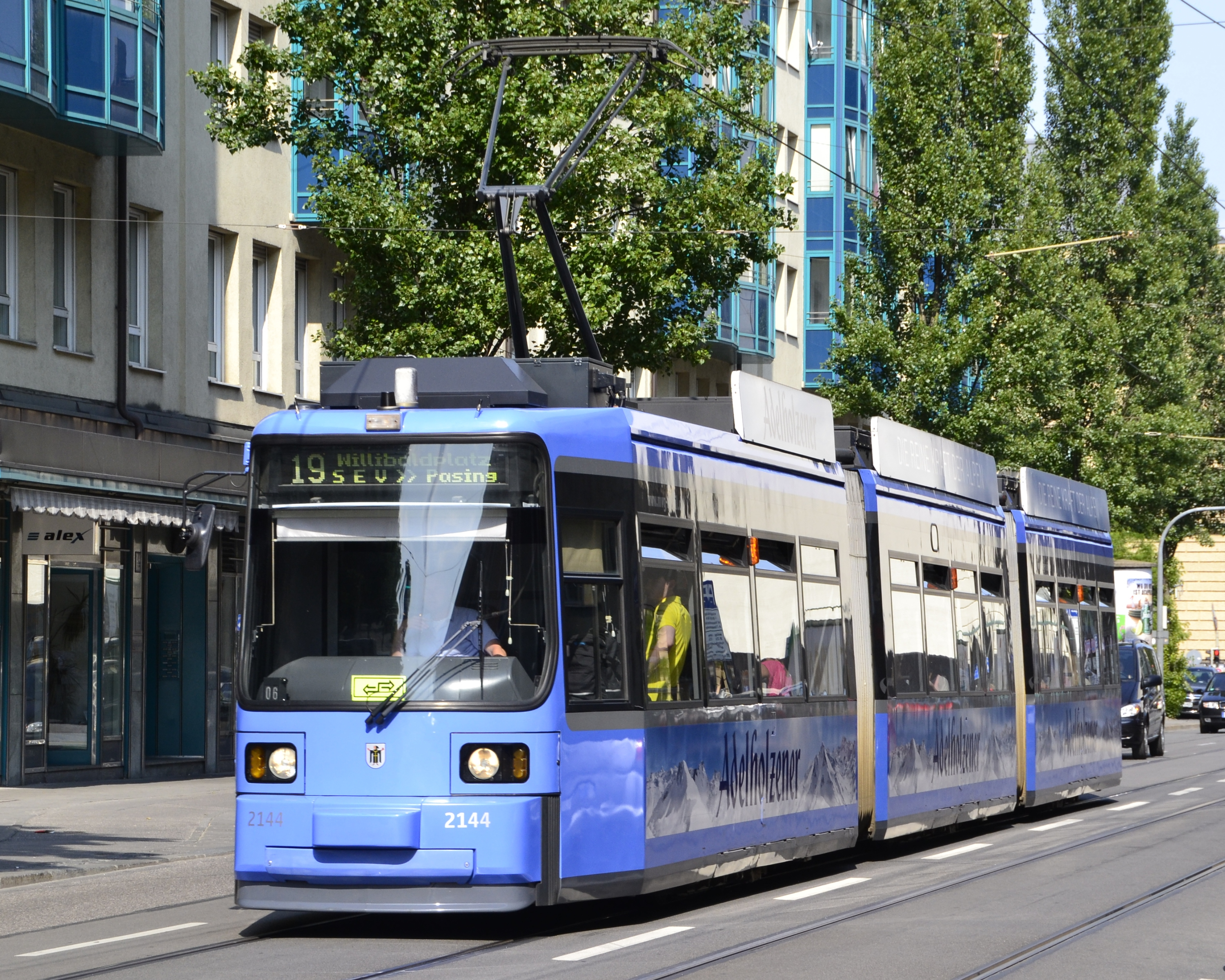
ミュンヘンを走るアドトランツ製GT6N形超低床電車

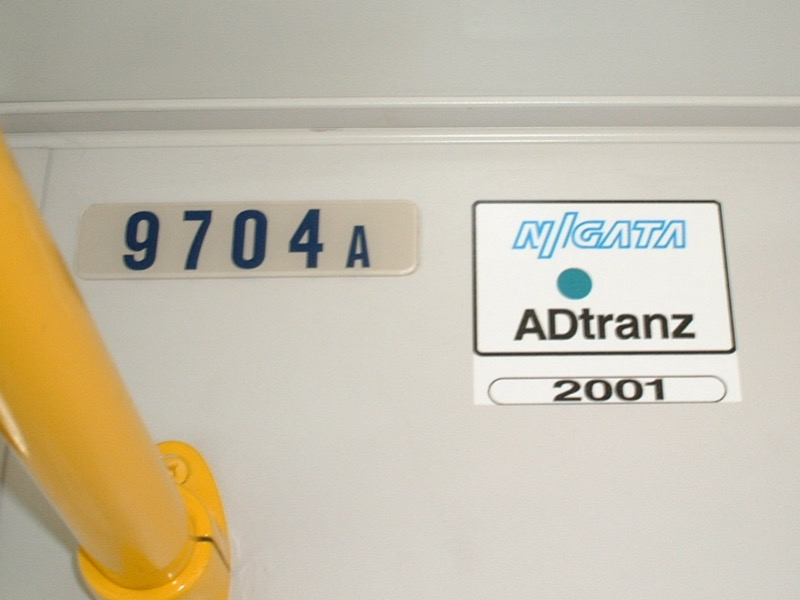
車内銘板
新潟鐵工所と提携先・アドトランツの両者併記となっている。

熊本市交通局9700形の元となったのは、ドイツの車両メーカーが開発した、「ブレーメン形」や「AEG形」、あるいは「GTシリーズ」などと呼ばれる超低床電車である。この車両シリーズはMANによって開発され、1990年に試作車がブレーメン、次いでミュンヘンへと納入された。MANの鉄道車両部門がダイムラー・ベンツ傘下のAEGに買収された後、量産車の製造が始まっている。その後メーカーはさらにアドトランツ (ADtranz) へと移った。このアドトランツは、1996年1月、AEGの鉄道システム部門と、電機メーカーアセア・ブラウン・ボベリ (ABB) の鉄道システム部門が統合して発足した、ドイツに本社を置く鉄道システムメーカーである。
アドトランツの「ブレーメン形」は、基本設計をレディメイドとしており、車体幅は2.2・2.3・2.4・2.65メートル、軌間は900・1,000・1,100・1,435ミリメートルの各種に対応する。特殊な台車や駆動方式を用いることで編成全体にわたって床面高さをレール面上36センチメートルに抑えている。各車車体中央部に1台ずつ台車を配置するという方式の連接車であり、ヨーロッパでは3車体ないし4車体からなる編成が主流である。
日本の車両メーカーである新潟鐵工所は、超低床電車を日本へ導入するにあたって、ドイツでの実績に鑑みAEG（当時）の「ブレーメン形」であれば導入可能であると判断。交渉の結果、当面の需要が少なくコストに見合わないことから技術導入の場合に一般的なライセンス契約ではなく業務提携という形を採り、新潟鐵工所が日本向け仕様に変更した車体を設計・製作し、量産品の台車・電機品をAEG（アドトランツ）から輸入して組み合わせる、という方式で当該車両を日本国内向けに製造することとなった。

## 車体と主要機器

### 車体

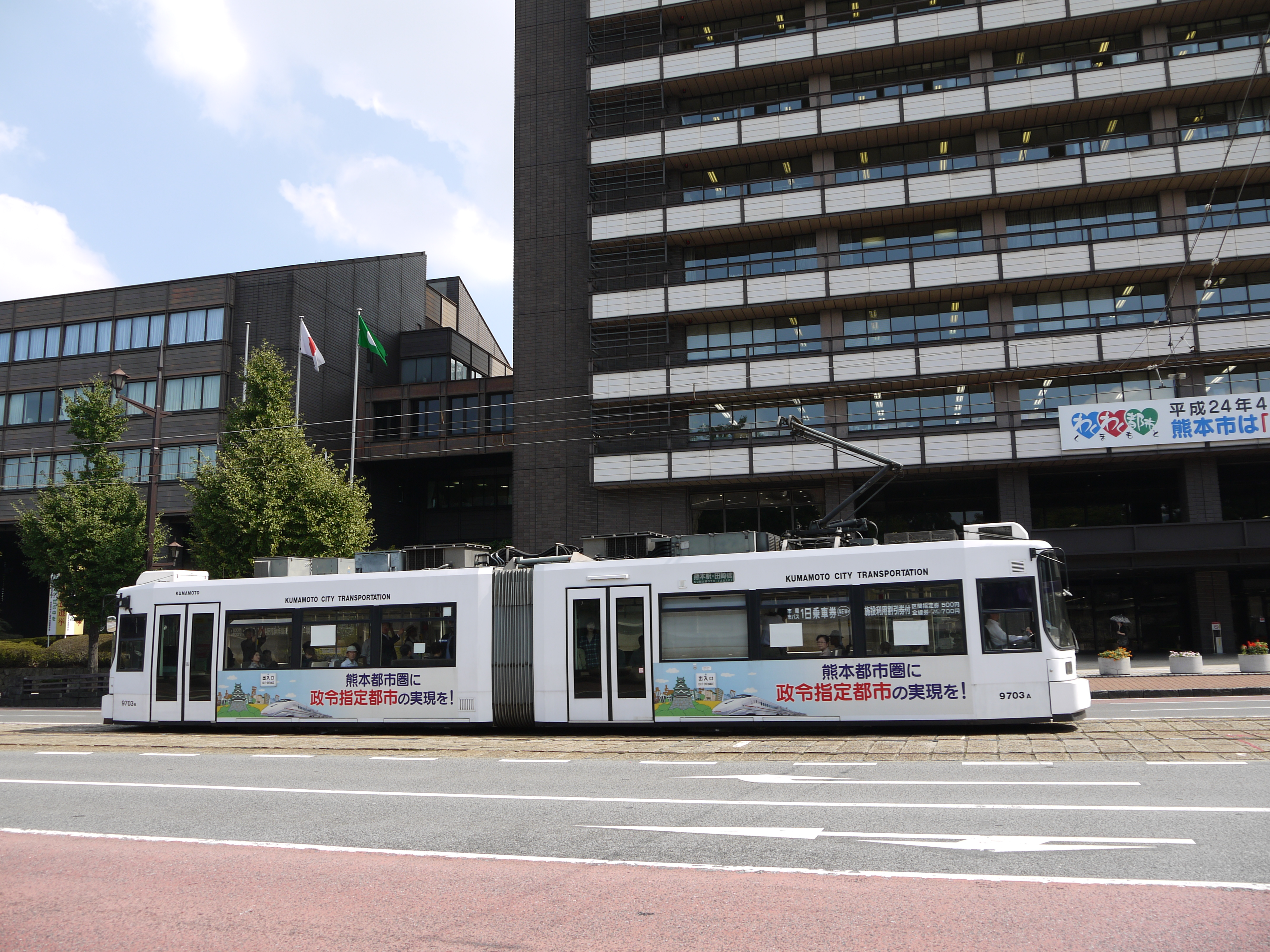
側面から撮影した9700形

9700形は2車体2台車式・100%低床構造の超低床電車である。2車体式のアドトランツ「ブレーメン形」はこれまで例がなかったが、2車体式から4車体式まで対応するため製造に問題はなかった。2車体式となったのは停留場の長さやワンマン運転への対応を考慮したことによる。車体はヨーロッパのイメージを出すべくドイツを走るアドトランツ製の姉妹電車を踏襲したデザインとされ、主要部材を輸入の上日本国内で製造された。
編成のうちパンタグラフを置く車両を「A車」、反対側の車両を「B車」と称する。連結部分を除いた各車の全長は8.64メートルで、編成全体の全長は18.55メートル。
車体幅は2.35メートルである。これに対して熊本市電の車両限界に基づく最大幅は2.4メートルであり、初めは車内空間を広くするため9700形でもこの幅を採用しようとしていたが、事前に導入予定の車両と同じ寸法で2両編成のトロッコを製作して全線にわたって測定したところ、在来車両では問題にならなかった車体下端と停留場との隙間が問題となった。2.4メートル幅ではかなりの数の停留場を改修する必要があるので、車内空間と停留場改修箇所との比較から2.35メートル幅の採用に至った。
屋根上の機器類を含まない車体の高さは2.94メートル、全高（パンタグラフ折りたたみ高さ）は3.546メートル。編成の自重は21トンである。

### 車内
| 編成最後部から先頭に向って撮影した車内の様子。左は1次車 (9701)、右は3次車 (9705) のもので、通路幅・座席幅・車内配色などに差がある。（2006年） |  | 編成最後部から先頭に向って撮影した車内の様子。左は1次車 (9701)、右は3次車 (9705) のもので、通路幅・座席幅・車内配色などに差がある。（2006年） |
| 編成最後部から先頭に向って撮影した車内の様子。左は1次車 (9701)、右は3次車 (9705) のもので、通路幅・座席幅・車内配色などに差がある。（2006年） |  | |

車内通路部分におけるレール上面から床面までの高さは編成全体にわたって36センチメートルで（100%低床構造）、乗降口部分ではさらに低い30センチメートルとなっている。通路幅は1次車で最大80.6センチメートル、設計変更により2次車からは82センチメートルを確保する。
ドアは電動スライド・両開き式のプラグドア（有効幅1.25メートル）が片側2か所ずつ計4か所に設置されている。配置は左右非対称（点対称）で、進行方向に向って左側では各車の前寄り、右側では後ろ寄りにある。停留場のホームは原則として進行方向左側にあり、運行時、ドアは前側（運転席直後）が降車用、後ろ側が乗車用となる（後乗り前降り、車掌乗務時は後ろ側のドアからも降車可能）。しかし2次車からは前側のドアも乗降両用に変更され、整理券発行機や乗車カード用リーダーがこの部分にも追加されている。1次車についても2次車登場時に仕様をあわせる改造工事が実施された。
| 客室座席。左からクロスシート部分・ロングシート部分・折りたたみ座席部分。左のみ2次車 (9703)、他2枚は3次車 (9704) で撮影。（2016年） |  | 客室座席。左からクロスシート部分・ロングシート部分・折りたたみ座席部分。左のみ2次車 (9703)、他2枚は3次車 (9704) で撮影。（2016年） |  | 客室座席。左からクロスシート部分・ロングシート部分・折りたたみ座席部分。左のみ2次車 (9703)、他2枚は3次車 (9704) で撮影。（2016年） |
| 客室座席。左からクロスシート部分・ロングシート部分・折りたたみ座席部分。左のみ2次車 (9703)、他2枚は3次車 (9704) で撮影。（2016年） |  | |  | |

車輪を収めるタイヤハウスの部分に座席（クロスシート）を置いており、各車車体中央部に1人掛け座席を3列計6席ずつ配置する。一方車体前後のドア向い側部分は3人掛けのロングシートとなっている。定員は76名。座席定員は24名であるが、車掌が乗務すると1席使用できないため実質23名になる。なお、ドイツではタイヤハウス上のクロスシートを2人掛けと1人掛けとする（この場合通路幅は60センチメートル程度となる）のが標準であるが、交通局ではワンマン運転時の車内移動を考慮して通路幅を広くとるため座席を減らしている。またドイツの仕様で2車体式とするとドアは片側3か所となるが、これでは座席数がさらに少なくなるためドアは片側2か所とされた。
運転席直後のドア付近の床は上下に動くリフト装置になっており、車椅子の乗降時には床面を停留場ホームと同じ高さまで下げることができる。リフト装置設置ドアの向いにある座席（3人掛けロングシート）は折りたたみ式で、車椅子スペースを兼ねている。この部分には2台の車椅子が乗車可能。

### 台車・床下機器
台車および電機品はアドトランツからの輸入品である。
台車は各車中央部に1台ずつ、車軸のない左右独立の車輪4輪からなるボルスタレス式ボギー台車を配する。台車・車体間の枕ばねおよび車輪・台車間の軸ばねにはゴムばねを使用し、車輪にはゴムを挟み込んだ弾性車輪を用いる。車輪直径は650ミリメートル。車体中央部に台車を配する方式は急曲線での車体偏倚（カーブからの車体のはみ出し）を抑えるためで、ドイツでは従前より使用されており超低床電車のために特別に開発されたものではない。ただしこの方式を採ることで車体と台車の動きの差が小さくなる（台車が回転する角度＝ボギー角が浅くなる）ため、客車内に飛び出すタイヤハウスを最小にして通路幅を拡大できる。なお1次車ではドイツ仕様に準じて最小曲線半径（通過できる曲線の最小半径）を18メートルとし、ボギー角を最大6.5度とするタイヤハウスの設計としていたが、2次車からは最小曲線半径を30メートルに修正してボギー角を最大4.5度としたことで、前記のように車内通路幅が拡大されている。
主電動機は出力100キロワットの三相誘導電動機（形式名：BAZu3650/4.5）で、台車1台につき1台ずつ搭載。主電動機は車体連結部側の客室座席直下に装荷されており、自在継手（ユニバーサルジョイント）を介して駆動力を車輪に伝える（車体装荷式直角カルダン軸駆動方式）。具体的には、駆動力は主電動機から自在継手、推進軸（スプライン軸）、かさ歯車、2段減速平歯車装置という経路で片側の動輪に伝わり、さらに反対側の動輪へと車輪中心高さよりも低い場所にある駆動軸（ねじり軸）を介して伝わる。
ブレーキは、主電動機を用いる電気ブレーキ（発電・回生併用）があり、5キロメートル毎時まではこれで減速する。それ以降は機械ブレーキであるばね作用・油圧緩め式のディスクブレーキ（主電動機軸端に設置）が作動する。これらが常用ブレーキで、他にも蓄電池駆動の電磁吸着ブレーキ（トラックブレーキ）を保安ブレーキとして台車に備えている。本来この電磁吸着ブレーキは非常ブレーキ用で、3種類のブレーキをすべて使用することで欧米基準の制動距離を満たす高減速度を発動するが、日本では車外での衝突事故回避よりも車内の乗客転倒事故の回避に重きを置くことから電磁吸着ブレーキは非常ブレーキには使用しない。ブレーキ装置はドイツのクノールブレムゼが製造。ディスクブレーキについては、1次車の運行開始後ブレーキが緩まなくなるなどのトラブルが相次いだ。3次車では安定性向上のため同じメーカーでも新型品から標準品にブレーキ装置を切り替えており、油圧部分とブレーキキャリパー部分が分離されたものとなった。
ドイツの仕様では最高速度は70キロメートル毎時であるが、9700形は40キロメートル毎時である。ただし将来の郊外への専用軌道延伸なども想定して設計最高速度を70キロメートル毎時としている。また起動加速度についてもドイツ仕様より抑えている。

### 屋上機器
A車の屋根上には集電装置や主制御装置、抵抗器など、B車の屋根上には補助電源装置（静止形インバータ、制御用および空調用の2台）を配置し、各車屋根上に冷房装置を設置する。ドイツ仕様と異なり9700形では編成が短くなり屋根上の面積も小さくなったため、機器配置に工夫が必要であった。
集電装置は上枠がV字形をしたシングルアーム式パンタグラフで、ドイツのStemmann社からの輸入品である。主電動機への供給電力を制御する主制御装置はIGBTによるVVVFインバータ制御方式であり、1群のインバータにつき主電動機1台を制御する（1C1M方式）。主制御装置は1・2次車ではアドトランツ製（型式不明）であるが3次車からは三菱電機製（MAP-102-60VD97）に変更されている。この日本製機器への変更には電機品を供給するアドトランツから新潟鐵工所へ若干の異議があったという。なおこのとき同社では主電動機も日本製へ切り替えようとしたが、形状が特殊で開発費が高くなり断念した。
冷房装置は、ドイツの標準では運転席用のみ設置し客室には換気装置を置くという仕様であるが、9700形では客室用の冷房も設置する。客室用装置は三菱電機製。運転席用は1・2次車では輸入品であったが、3次車ではこれも三菱電機製となった。また3次車では客室内への冷房吹き出し方式が直接吹き出し式からダクト方式に変わった。

### その他機器

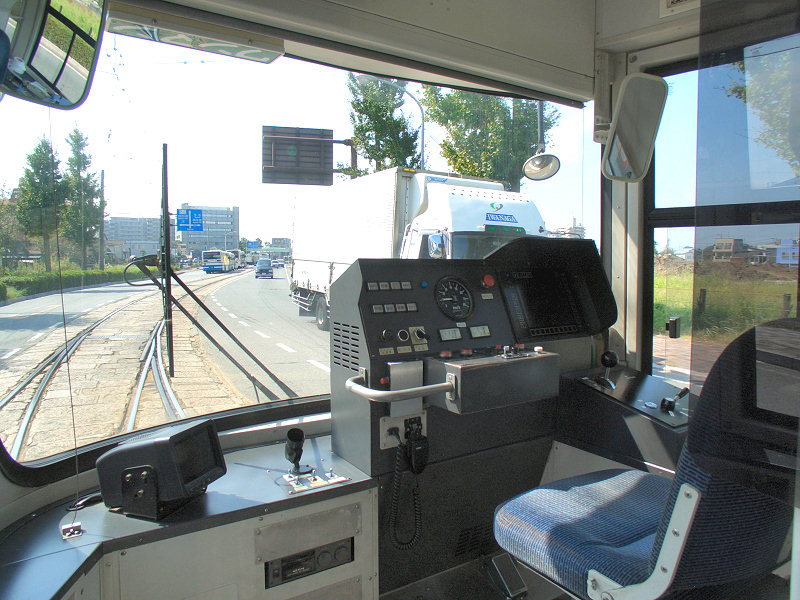
9701の運転台

運転台は進行方向右手に配置。右側通行のドイツ仕様から左側通行の日本仕様へ変更するにあたり機器配置を左右で入れ替えており、マスターコントローラー（マスコン）は右手扱いとなった。マスコンはバー型のワンハンドル式で、上部にデッドマン装置用の丸いスイッチが附属する。ワンハンドル式マスコンの採用は熊本市交通局では9700形が最初である。
車体先頭部分の行先表示器は、1次車ではLED式を用いる。しかし日中の視認性が良くないため2次車からは幕式（フィルム式）が使用されている。この変更で運転台からも行先表示の目視確認が可能になった。

## 各編成の動向

### 1次車 (9701AB)

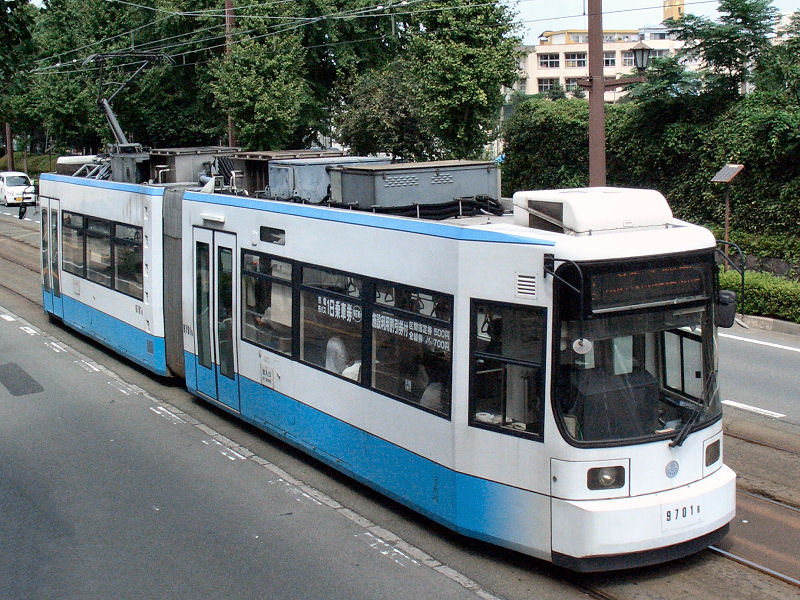
1次車・9701AB
（商業高校前付近・2006年9月）

1次車の9701ABは1997年（平成9年）4月26日、熊本市交通局大江車庫に到着した。到着後1週間ほどメーカーによる車庫構内での調整や運輸省による安全性確認が実施され、営業線での運転許可が下りてからは夜間営業線での試運転調整が始まった。竣工は同年7月22日付。習熟運転を経て8月1日に出発式が開催された。当日は交通局の開局記念日であり、大江車庫での出発式に続いて一般市民による試乗会が行われた。
営業運転は1997年8月2日より開始された。当初は2系統（田崎橋・熊本駅前 - 健軍町間、現・A系統）および3系統（上熊本駅前 - 健軍町間、現・B系統）の双方で毎日運転するダイヤが組まれた。新型車両の導入は好評で営業開始当初は乗客が9700形に集中し、在来車両に比べて平均で5割ほど乗客が増加したという。一方で納入から営業運転までの期間が短かったため初期故障がしばしば発生した。
1次車の車体塗装は白色を基調に、側面に青色のアクセントを配したものとなっている。座席のモケットも青色である。
製造費用は約2億2千万円。ただしメーカーの新潟鐵工所側からすると製造のほか設計・試験などの費用を含めた開発費は受注価格の2倍以上になり、予想を上回る赤字になったという。
運転開始1年後の1998年（平成10年）、9700形は鉄道友の会による「ローレル賞」を受賞した。受賞は環境や高齢社会に配慮した新しい都市交通のさきがけとなった点が評価されたため。同年9月27日には大江車庫で授賞式が開催されている。また同年4月には、超低床車導入への取り組みが評価され熊本市交通局が第19回国際交通安全学会賞を受賞した。
運行開始から15年経った2012年（平成24年）以降、電気系統の故障に伴い上熊本車庫に留置される状態が続いたが、2018年（平成30年）4月に、輸送力増強のため2019年夏を目途に改修の上営業運転に復帰させる予定と交通局が発表した。
予定より少し遅れた2019年10月1日、すべての改修及び試運転を終えて営業運転に復帰した。大規模改修の主な内容は、VVVF制御装置等のドイツ製制御部品を国産部品へ更新、行先表示器をフルカラーLED式のものへ交換、車体の板金塗装など。特にVVVF制御装置に関しては、車体に合わせた特別な部品を必要としたため調達に時間を要した という。また、熊本市交通局で初めて、フルカラーLED行先表示器が新たに取り付けられた。

この大規模改修に併せ、外観デザインにも変更が生じた。肩部のアクセントは消去され、側面下部の帯は青色単色に改められている。
2024年（令和6年）7月26日、田崎橋電停 - 二本木口電停間のポイント付近を走行中に脱線。負傷者等は発生しなかった。さらに同年12月31日、熊本城・市役所前電停を発車後すぐに脱線した。負傷者等は発生しなかった。事故の原因は、脱線箇所でレール幅が基準値よりも広がっていたことによるもの。

### 2次車 (9702AB・9703AB)

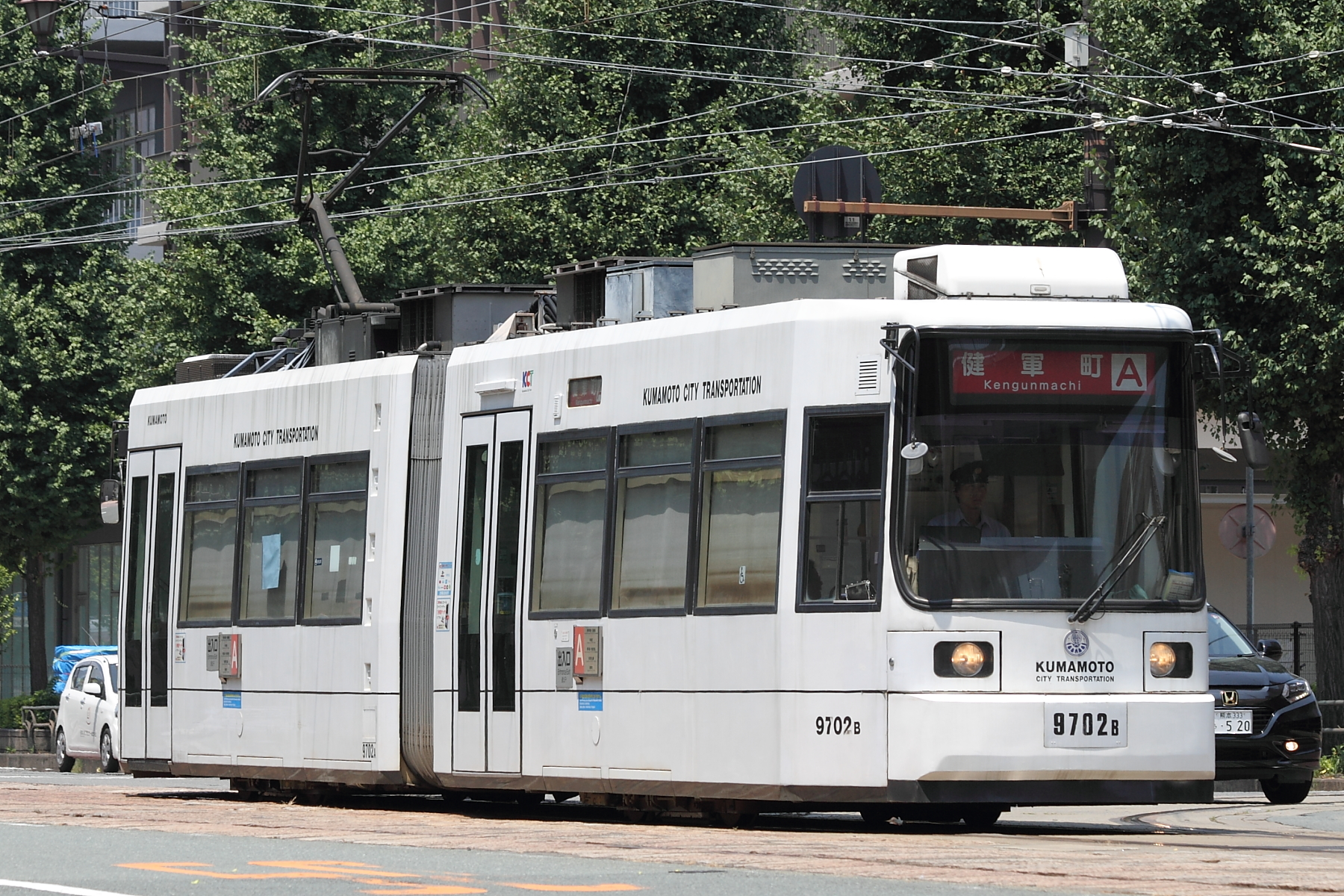
2次車・9702AB
（交通局前付近・2015年8月）

2次車の9702ABおよび9703ABは、ともに1999年（平成11年）3月31日付で竣工した。営業運転の開始は同年4月15日。これにより9700形による運行回数が増加し、平均して30分に1本の割合で運行できるようになった。
2次車に関しては前述の通り設計が変更された点が複数あるほか、車体塗装が基本色の白色のみとなり、車内の塗装も白色からクリーム色系統に変更。座席はタイヤハウスの幅まで広げた幅の広いもの（1.5人掛け）となり、モケット柄も茶色と緑色のストライプ模様となった。座席などのデザインはJR九州の車両デザインで実績のある工業デザイナー水戸岡鋭治による。
1次車が交通局の企業会計で一括購入されたのに対し、2次車はリース会社が車両を購入してこれを15年間の契約で交通局が借り受けるというリース方式が採用されている。リース費用の大部分は熊本市の福祉政策の一つとして一般会計から支払われる。リース方式を採ると資金を一括して手当てする必要がなく一度に複数の車両を増備可能というメリットがあるが、費用の総額が購入方式に比して1.5倍となるデメリットがある。リース料金は2編成で年間4,680万円。
2次車は営業開始当初広告電車として利用されており、車体側面窓下にダイムラー・クライスラーの社名が入っていた。こうした広告電車は、熊本市交通局においては景観への配慮から1989年（平成元年）に全面廃止されていたが、交通局の苦しい経営状況から1999年4月より再開された。また交通局開局80周年にあたる2004年（平成16年）には、8月から約半年間、9702ABと3次車の9704AB・9705ABの3編成が電車やバスの写真を車体にラッピングした「開局80周年記念号」として運転された。
2018年にモーターの制御機器が故障して以来留置が続いていたが、2025年1月28日に解体のため車庫より搬出された。尚、既に多くの部品を取り外してリサイクルされているが、残りについては一般向けに販売またはオークションが行われるとのこと。

### 3次車 (9704AB・9705AB)

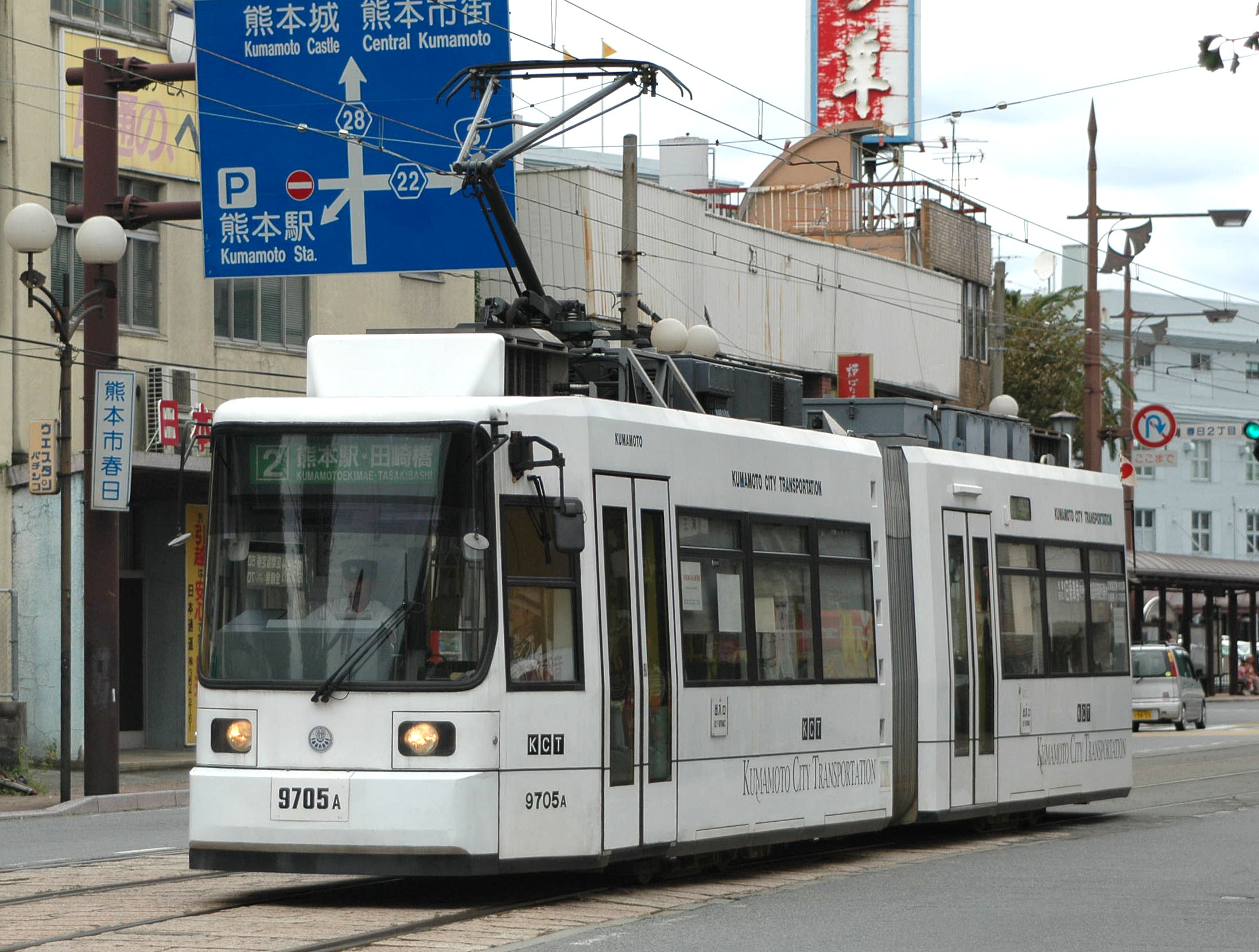
3次車・9705AB
（熊本駅前付近・2006年9月）

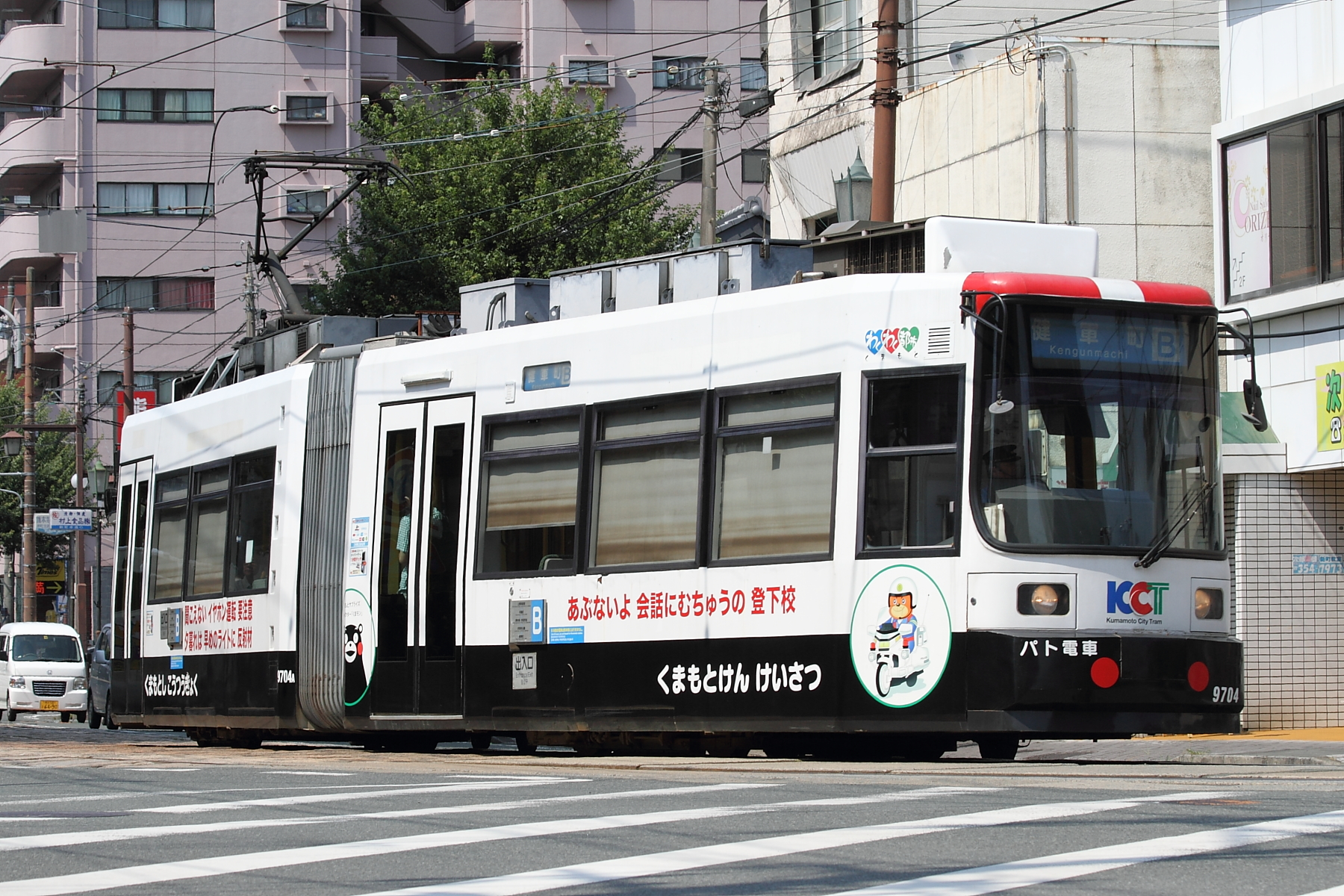
3次車・9704ABによる「パト電車」
（新町付近・2015年8月）

3次車の9704ABおよび9705ABは、ともに2001年（平成13年）3月1日付で竣工した。営業運転の開始は同年3月6日。3次車では水戸岡鋭治がデザイン作成に全面的に参加しており、車内はグレー基調で、座席モケットは伝統的な「松葉柄」を配したモスグリーンのものとなり、ドアと手すりは視認性を高めるため鮮やかな黄色に変わった。車外では車体側面に交通局のロゴが入っている。デザイン以外にも前述の通り機器類に一部変更がある。
車両価格は1編成あたり約2億4千万円で、2次車と同様リース方式による導入とし年間2千万円の15年リース契約を結んだ。3次車の投入により9700形による運行回数はさらに増加し、2つの運行系統が重なる区間では22分間隔での運行となった。
9704AB・9705ABともに2004年には上記の通り「開局80周年記念号」として運転された。さらに9704ABについては、2007年（平成19年）、パトロールカーを模した黒と白のツートンカラーの外観となった。こうした「パト電車」は熊本市交通局では2003年（平成15年）12月に初めて登場。このときの車両は9200形9204号で、熊本県警察のマスコットキャラクターにちなんで「ゆっぴー号」と命名された。9704ABによる「パト電車」も「ゆっぴー号」と命名され、春の全国交通安全運動にあわせて2007年5月11日に上熊本の市電車両基地において出発式が行われた。

### 車掌の乗務について

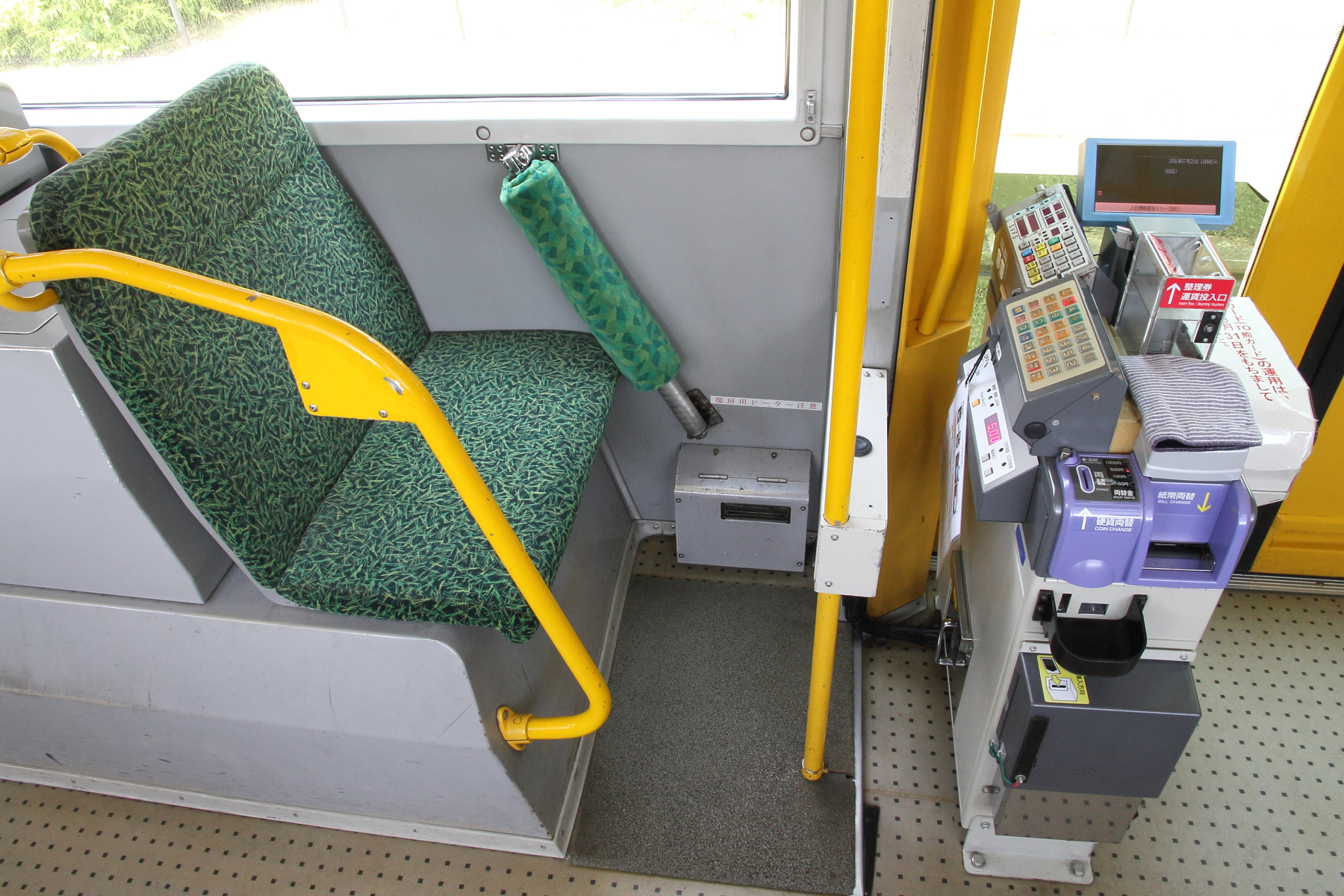
9704の車掌台（2016年）

9700形はワンマン運転対応の車両ではあるが、運転士の負担軽減とPR効果などを狙って1次車の運転開始時より「エル・パーサー」（Lパーサー）と称する女性車掌を乗務させている。「L」はライトレール (Lightrail) の頭文字をとったもの。0800形を含む超低床車の増備につれて男性車掌も乗務するようになり、2011年（平成23年）3月には九州新幹線全通に伴う観光客増加を見込んで業務に観光案内を加え、呼称も「トラムガイド」へと変更された。

### 共通の改造
新造後の改造点には、以下のような他形式と共通のものが挙げられる。
- 常時記録型ドライブレコーダー設置 - 2010年度（平成22年度）施工[40]。
- 方向幕更新 - 2011年（平成23年）3月の系統名変更ならびにラインカラー設定に伴う。A系統が赤、B系統が青、その他臨時系統が黄色とされ、それぞれ色付き方向幕に変更[41]。
- ICカードリーダー設置 - 2014年（平成26年）3月のICカード乗車券「でんでんnimoca」導入に伴う[42]。

## 0800形への発展

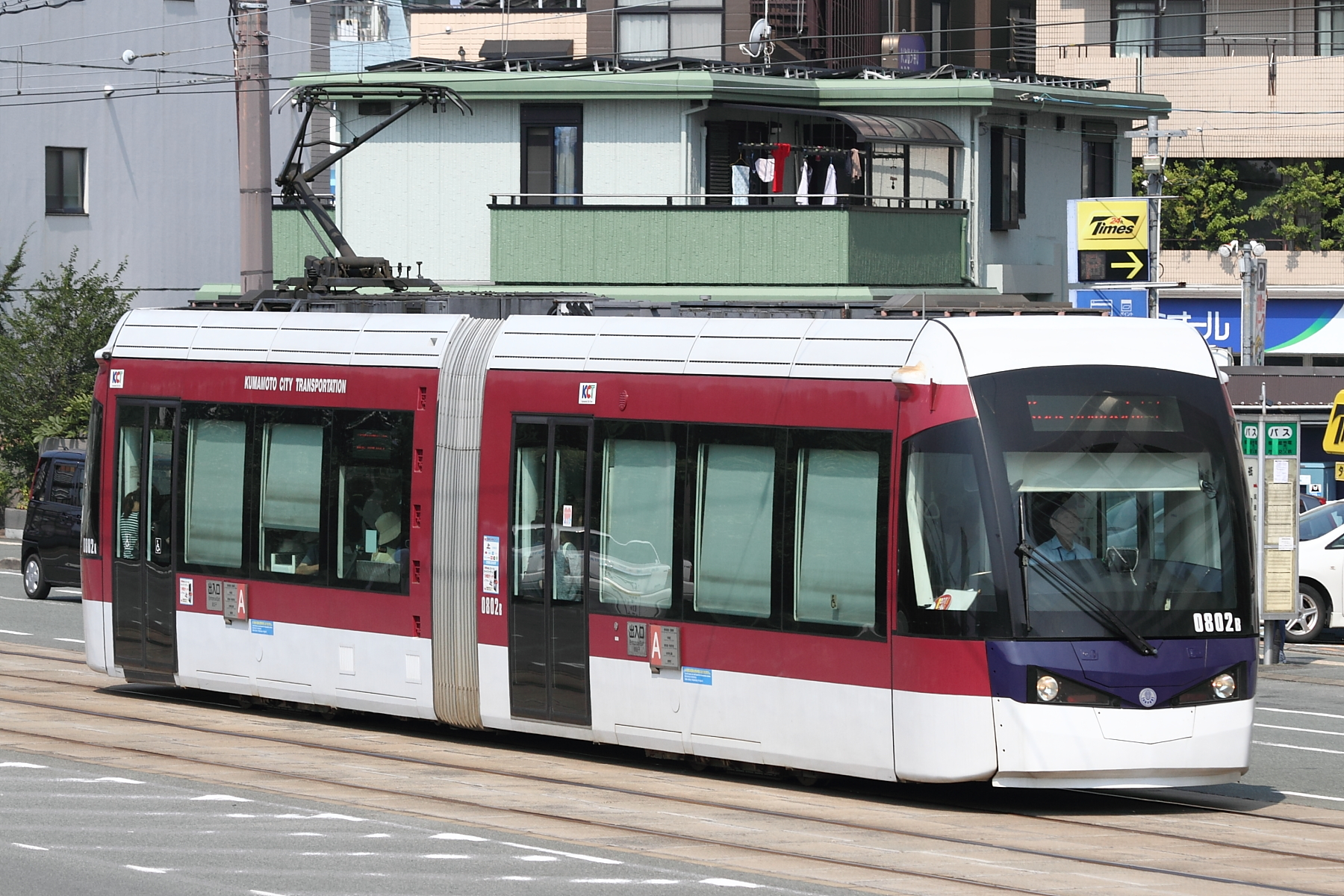
2009年に導入された0800形

9700形2次車導入の時点（1999年）では、熊本市交通局は3次車としてもう1編成を増備し、以後は2車体式車両の増備を打ち切り1両単位で運行できる単車の超低床電車を導入していくという意向であったが、実際には上記の通り3次車増備は2編成となり、なおかつ単車の導入は実現していない。
一方メーカーの新潟鐵工所（2003年以降は新潟トランシス）による超低床電車の製造は熊本市交通局9700形以降も続いた。まず2002年（平成14年）、岡山電気軌道9200形 (MOMO) を製造する。この車両も熊本の9700形と同様に、旧MAN社が開発した「ブレーメン形」を日本仕様向けに設計変更したものであるが、車体のデザインは他都市と異なるものをとの意向から9700形とは別のものとなっている。採用されたデザインは、当時フランスのナントに納入されていた車両（インチェントロ (Incentro)、ブレーメン形などの後継車両として1998年にアドトランツが開発）のもので、アドトランツを買収したボンバルディアの協力を得て利用している。以後、新潟トランシスが製造する超低床電車は、従来通りの「ブレーメン形」の足回りに「インチェントロ」の丸みを帯びた車体を組み合わせたものが標準となった。
その後熊本市交通局では9700形3次車以来となる超低床電車0800形2編成を導入し、2009年（平成21年）4月より営業運転に投入した。この0800形は9700形とは異なり上記「インチェントロ」タイプの超低床電車である。2編成が追加されたことで交通局の超低床電車は2形式で計7編成となり、1編成を予備に残して毎日6編成運行させる体制となった。これにより1時間あたり1往復ずつの増便が可能となり、2系統では毎時2 - 3本、3系統では毎時1本（朝夕ラッシュ時は毎時2本）という運行本数になっている。
2014年（平成26年）10月には0800形の増備車として水戸岡鋭治デザインの「COCORO」(0803AB) が営業運転を開始し、熊本市交通局の超低床電車は計8編成となった。交通局では、既存の9700形・0800形についても今後「COCORO」のコンセプトに基づいて順次外観塗装を改めていくとしていたが、2024年現在、広告塗装化された車両はあるものの、コンセプト通りに外装が改められた車両はない。

## 車歴表
| 車両番号 | 竣工          | 運行開始      | 備考                                                                 |
| -------- | ------------- | ------------- | -------------------------------------------------------------------- |
| 9701AB   | 1997年7月22日 | 1997年8月2日  | 2012年より故障離脱→2019年より復帰                                    |
| 9702AB   | 1999年3月31日 | 1999年4月15日 | 2025年1月28日に廃車                                                  |
| 9703AB   | 1999年3月31日 | 1999年4月15日 | 2025年1月30日に廃車                                                  |
| 9704AB   | 2001年3月1日  | 2001年3月6日  | 2007年から2020年まで「パト電車」として運行。                         |
| 9705AB   | 2001年3月1日  | 2001年3月6日  | 2024年春に故障により営業運転脱離なお現状上熊本9702がいたところで放置 |